# Szentjakabfa
Szentjakabfa è un comune dell'Ungheria di 118 abitanti (dati 2001). È situato nella contea di Veszprém.